# Bacewiczy
Bacewiczy (biał. Бацэвічы; ros. Бацевичи, Bacewiczi) – agromiasteczko na Białorusi, w obwodzie mohylewskim, w rejonie kliczewskim, około 28 km na północ od Bobrujska, nad rzeką Olsą. W 2009 roku liczyło 730 mieszkańców.

## Historia
Obszerne dobra bacewskie były własnością rodziny Haraburdów herbu Abdank, później przez pewien czas były własnością Radziwiłłów, od których majątek ten w 1696 roku kupili Bacewicze. Kilkanaście lat później ziemia ta przeszła na własność Stanisława Niezabytowskiego. W rękach jego rodziny dobra te pozostawały aż do I wojny światowej. 
Ostatnim ich właścicielem przed zaborem sowieckim był Karol Niezabytowski (1865–1952).
Wieś szlachecka położona była w końcu XVIII wieku w powiecie orszańskim województwa witebskiego.
Według Słownika geograficznego Królestwa Polskiego Bacewicze w 1860 roku liczyły 109 mieszkańców, 12 domów i znaczną fabrykę terpentyny. Od 1924 roku jest siedzibą jednego z 12 sielsowietów rejonu kliczewskiego.
W Bacewiczach urodził się m.in. Arkadź Smolicz.
Podczas okupacji hitlerowskiej, we wrześniu 1941 roku Niemcy utworzyli getto dla żydowskich mieszkańców. Przebywało w nim około 100 osób. W lutym 1942 roku Niemcy zlikwidowali getto, a Żydów zamordowali. Sprawcą zbrodni było Einsatzkommando 8. 

## W kulturze

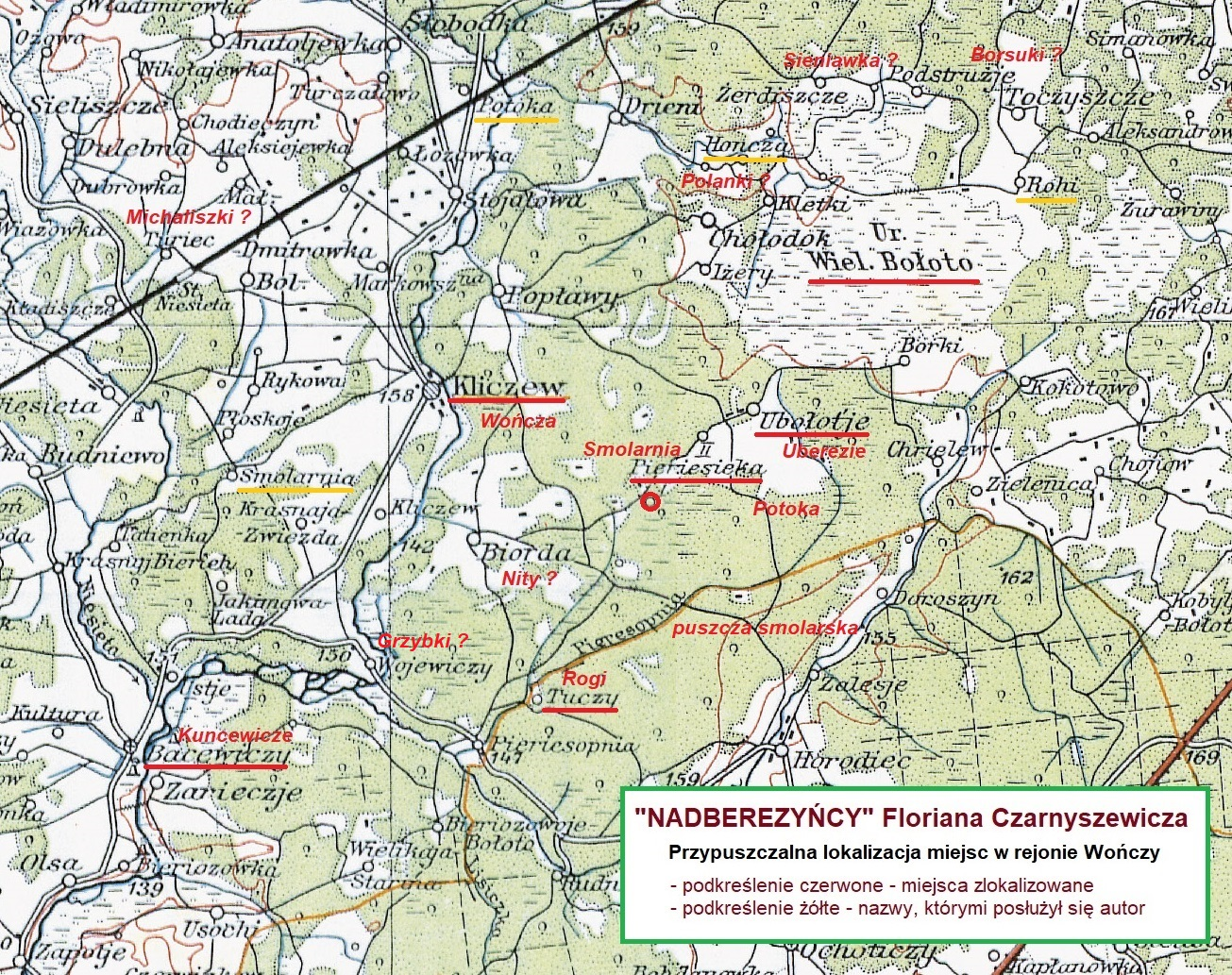
Lokalizacja miejsc z powieści Nadberezyńcy w rejonie Wończy (Kliczewa). Bacewicze w powieści są ukryte pod nazwą "Kuncewicze". Fragment polskiej mapy wojskowej z 1934 roku.

Między innymi majątek w Bacewiczach opisywał w 1929 roku prof. Antoni Urbański w pracy Memento kresowe. 
Majątek pod zmienioną nazwą (jako Kuncewicze) występuje również w powieści Nadberezyńcy Floriana Czarnyszewicza.

## Dawny pałac
W XVIII i XIX wieku istniał tu prawdopodobnie modrzewiowy dwór, który spłonął w 1900 roku. W 1909 roku na jego miejscu wybudowano dwukondygnacyjny, dziewięcioosiowy, neorenesansowy pałac. Pałac był znany z bogatych kolekcji starych zegarów i porcelany, m.in. kolekcji 500 sztuk XVIII-wiecznej porcelany wiedeńskiej.
W pałacu, pośrodku traktu ogrodowego, w miejscu, gdzie zwykle znajduje się główny salon, znajdował się ogromny ogród zimowy, wysokości dwóch kondygnacji (ogrzewany centralnym ogrzewaniem funkcjonującym w całym budynku), spełniający również funkcję salonu. W ogrodzie zimowym hodowano wśród wielu gatunków roślin egzotycznych, m.in. palmy daktylowe. Z pałacu rozciągał się obszerny widok na rozlewiska rzeki Olsy.